# Running Point
Running Point é uma série de televisão americana de comédia de esporte criada por Elaine Ko, Mindy Kaling, Ike Barinholtz, e David Stassen, and starring Kate Hudson. A série estreou na Netflix em 27 de fevereiro de 2025. Em março de 2025, a série foi renovada para uma segunda temporada.

## Premissa
Isla Gordon, uma festeira reformada, consegue a chance de uma vida para provar a si mesma, pois fica no comando do time profissional de basquete de sua família, mas logo aprende rapidamente que administrar um time de basquete vem com seu próprio conjunto de problemas e surpreende dentro e fora da quadra.

## Elenco

### Principal
- Kate Hudson como Isla Gordon
- Drew Tarver como Sandy Gordon
- Scott MacArthur como Ness Gordon
- Brenda Song como Ali Lee
- Fabrizio Guido as Jackie Moreno
- Chet Hanks como Travis Bugg
- Toby Sandeman como Marcus Winfield

### Recorrente
- Jay Ellis como Jay Brown
- Dane DiLiegro como Badrag Knauss
- Jon Glaser como Sean Murphy
- Keyla Monterroso Mejia como Ana Moreno
- Uche Agada como Dyson Gibbs
- Roberto Sanchez como Stephen Ramirez
- Justin Theroux como Cam Gordon
- Max Greenfield como Lev Levenson
- Scott Evans como Charlie

## Produção

### Desenvolvimento
Em junho de 2021, foi anunciado que a Netflix havia dado uma ordem à série a uma série de comédia temática sem título Los Angeles Lakers criada por Mindy Kaling. A proprietária controladora e presidente do Los Angeles Lakers, Jeanie Buss atua como produtora co-executiva da série com Kaling. A série seria inicialmente escrita, produzida e apresentada por Elaine Ko.
Em janeiro de 2024, foi relatado que a série tinha uma nova equipe criativa, com Ko deixando a série, e Kaling agora co-escrevendo e produzindo executivo da série com Ike Barinholtz e David Stassen. Stassen will also serve as the series showrunner. Em maio de 2024, a série sem título recebeu o nome de Running Point. A série é produzida por Mindy Kaling, Ike Barinholtz, David Stassen, Jeanie Buss, Linda Rambis, Howard Klein e Kate Hudson, e produzida por Jordan Rambis. As produtoras envolvidas com a série são Kaling International de Kaling, 3 Arts Entertainment e Warner Bros. Television Studios.
Em março de 2025, a Netflix renovou a série para uma segunda temporada.

### Seleção de elenco
Em janeiro de 2024, foi anunciado que Kate Hudson havia se juntado à série como protagonista, Isla Gordon, e também como produtora executiva. Em fevereiro de 2024, foi anunciado que Brenda Song havia se juntado à série como Ali Lee, Drew Tarver como Sandy Gordon e Scott MacArthur como Ness Gordon. Também em fevereiro de 2024, foi anunciado que Chet Hanks havia se juntado à série como Travis Bugg, Keyla Monterroso Mejia como Ana Moreno, Fabrizio Guido como Jackie Moreno, Toby Sandeman como Marcus Winfield e Roberto Sanchez como Stephen Ramirez.
Em março de 2024, foi anunciado que Max Greenfield havia se juntado à série como Lev Levy, Dane DiLiegro como Badrag Knauss e Uche Agada como Dyson Gibbs. Em maio de 2024, Jay Ellis se juntou à série como Jay Brown. Em junho de 2024, Scott Evans se juntou à série como Charlie.

### Filmagens
A série começou a ser filmada em fevereiro de 2024, em Los Angeles. O exterior do estádio de basquete LA Waves é o OVO Hydro em Glasgow, Escócia.

### Questão legal
Em fevereiro de 2025, a Universidade Pepperdine processou a Netflix e a Warner Bros. Discovery por “alegada violação de marca registrada”. A universidade afirmou que a série de TV usou o logotipo de sua equipe, o Waves. A Universidade Pepperdine também acusou Running Point pelo uso de suas “cores do time de basquete, laranja e azul” e pela promoção do número 37 em um jogador de basquete fictício.

## Episódios

### 1ª temporada (2025)
| N.º na série | N.º na temp. | Título                    | Dirigido por   | Escrito por | Lançamento              |
| ------------ | ------------ | ------------------------- | -------------- | --- | ----------------------- |
| 1            | 1            | "Pilot"                   | James Ponsoldt | História por Elaine Ko e Mindy Kaling & Ike Barinholtz & David Stassen, Roteiro por Mindy Kaling & Ike Barinholtz & David Stassen | 27 de fevereiro de 2025 |
| 2            | 2            | "Joe Pesci"               | James Ponsoldt | Mindy Kaling | 27 de fevereiro de 2025 |
| 3            | 3            | "The Travis Bugg Affair"  | Michael Weaver | Ike Barinholtz & David Stassen | 27 de fevereiro de 2025 |
| 4            | 4            | "Doljanchi"               | Michael Weaver | Grace Edwards | 27 de fevereiro de 2025 |
| 5            | 5            | "Beshert"                 | Thembi Banks   | Joe Mande | 27 de fevereiro de 2025 |
| 6            | 6            | "The Yips"                | Thembi Banks   | Akshara Sekar | 27 de fevereiro de 2025 |
| 7            | 7            | "A Special Place in Hell" | Michael Weaver | Brandon Childs | 27 de fevereiro de 2025 |
| 8            | 8            | "The Streak"              | Michael Weaver | Michael Rodriguez | 27 de fevereiro de 2025 |
| 9            | 9            | "The Playoffs"            | David Stassen  | Michael Chung & Bronson Diallo | 27 de fevereiro de 2025 |
| 10           | 10           | "Game Seven"              | David Stassen  | Mindy Kaling and Ike Barinholtz & David Stassen                                                                                   | 27 de fevereiro de 2025 |

## Lançamento
Running Point foi lançado na Netflix em 27 de fevereiro de 2025.

## Recepção
O site agregador de avaliações Rotten Tomatoes relatou um índice de aprovação de 78% com uma classificação média de 6,4/10, com base em 45 avaliações críticas. O consenso dos críticos do site diz: "Kate Hudson continuamente faz tiros de três pontos com seu carisma de dinamite em Running Point, carregando esta série divertida enquanto endireita sua estratégia de jogo." Metacritic, que usa uma média ponderada, atribuiu uma pontuação de 65 em 100 com base em 23 críticos, indicando avaliações "geralmente favoráveis".